# فرانسوا الثاني، دوق بريتاني
فرانسوا الثاني، دوق بريتاني (في بريتون:Frañsez II؛ في الفرنسية:François II؛ 23 يونيو 1433 - 9 سبتمبر 1488) كان دوق بريتاني منذ 1458 حتى وفاته، هو أبن الأصغر لـ ريتشارد دي بريتاني وحفيد الدوق جان الرابع، سعى فرانسوا نحو شبه استقلال لـ بريتاني عن مركزية فرنسا مما تميزت فترة حكمه بـ صراعات مع لويس الحادي عشر وأبنته آن، دوقة بوربون التي أصبحت حاكمة على أخيها شارل الثامن الصغير، وأيضا هو والد آن، ملكة فرنسا.
أيضا أصبح حامي آل لانكاستر الإنجليزية بعد فقدانهم لعرش بين عامي 1471-1484 لآل يورك (انظر:حرب الوردتين).